# Racek sněžní
Racek sněžní (Pagophila eburnea) je jediným druhem racka monotypického rodu Pagophila.

## Popis
Patří ke středně velkým druhům racků, dosahuje velikosti racka bouřního. Dospělí ptáci jsou celí čistě bílí, pouze nohy mají černé a zobák šedozelený se žlutou špičkou. Mladí ptáci mají zobák modravý se žlutou špičkou, pera na křídle a ocase mají černé špičky, černavá je i kresba u oka.

## Výskyt
Racek sněžní hnízdí v Arktidě na ostrovech Severního ledového oceánu, v severním Grónsku a arktické Kanadě. Zimuje na okraji arktického ledu, příležitostně zaletuje dále na jih po Nové Skotsko a severozápadní Evropu. Na pobřeží Tichého oceánu byl pozorován daleko na jihu v Kalifornii a Japonsku.

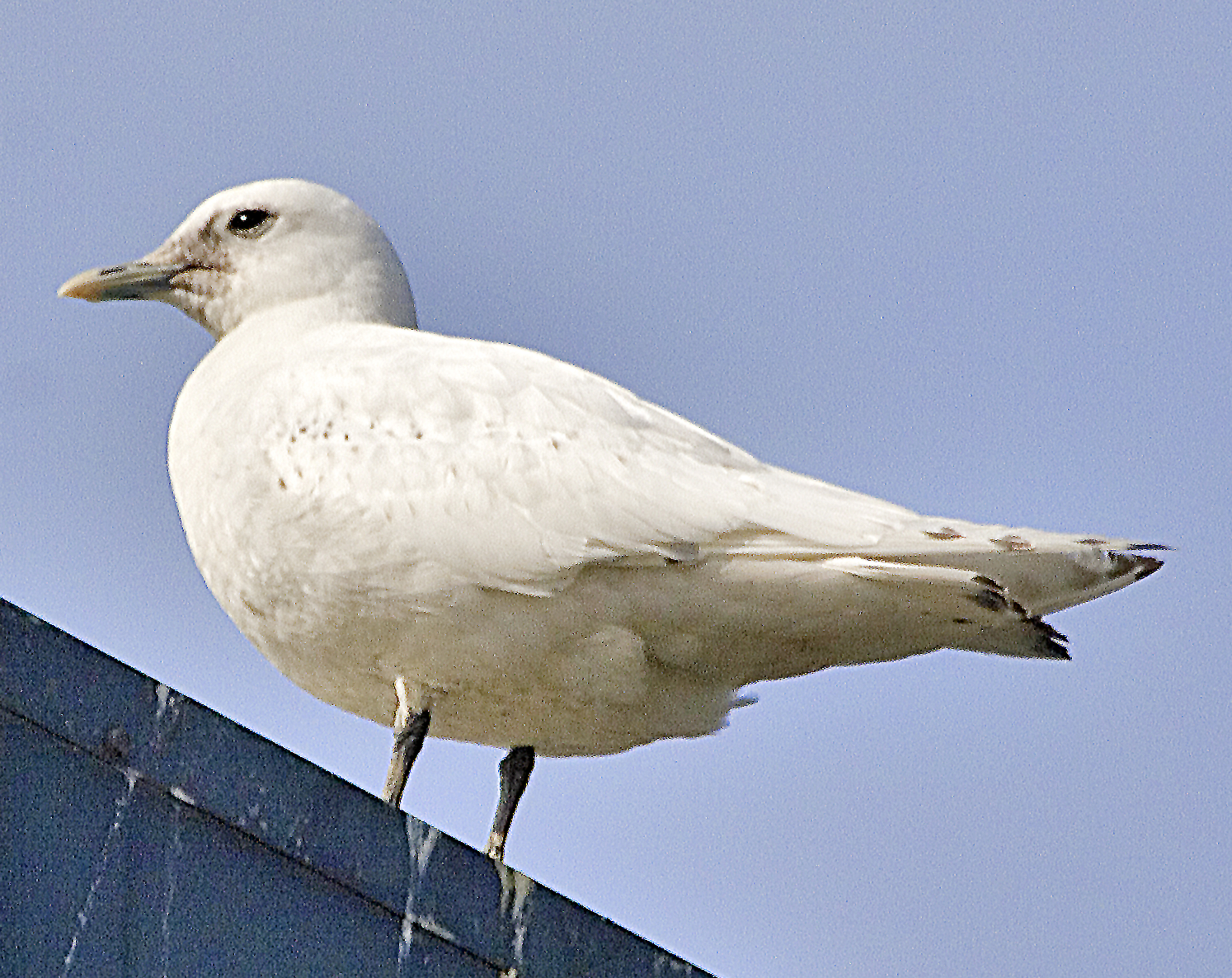
Jednoletý pták s černými skvrnami na křídlech a ocase
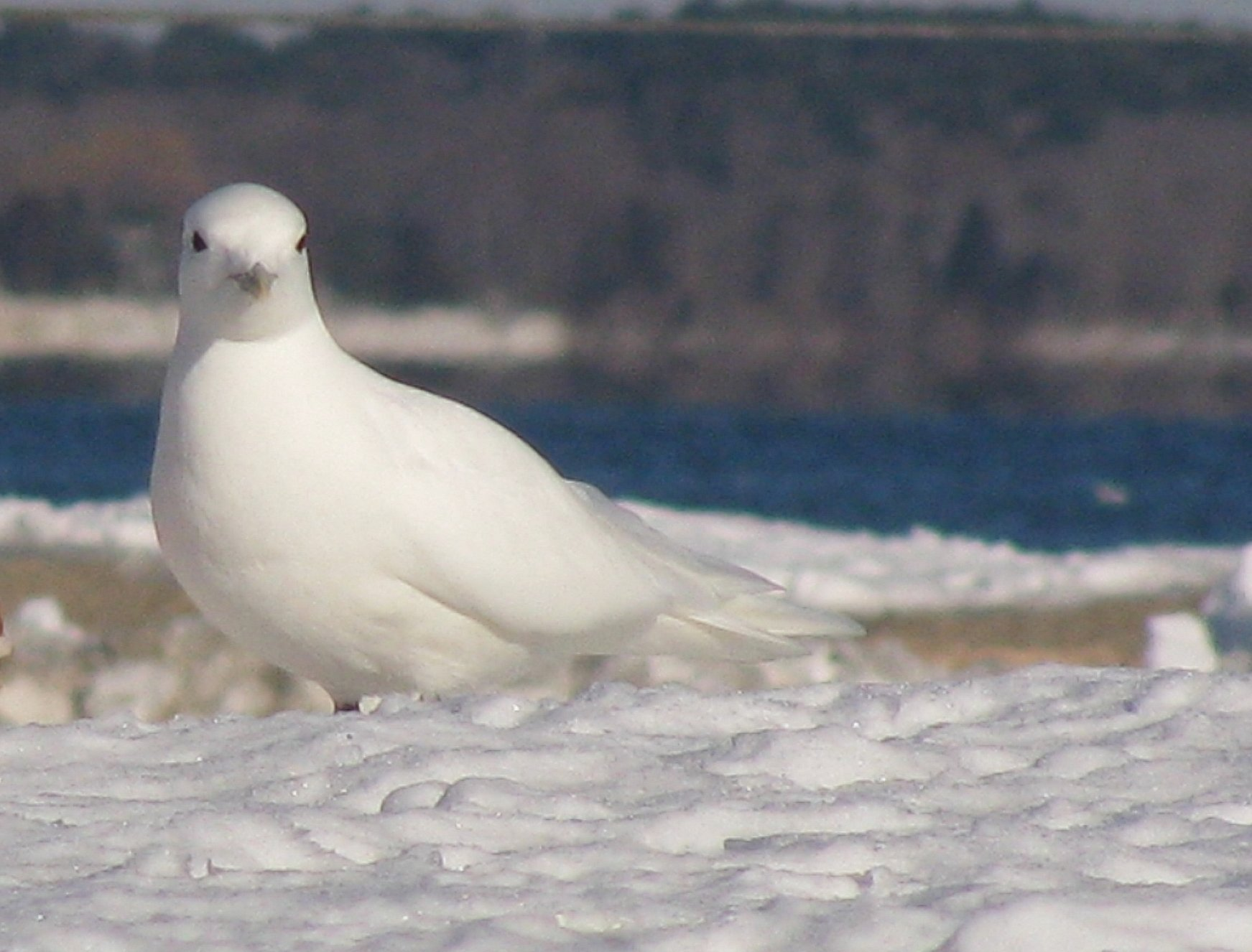
Ve svém přirozeném prostředí